# Coventry
För andra betydelser, se Coventry (olika betydelser).
Coventry är en stad i storstadsdistriktet Coventry, i grevskapet West Midlands, som ligger i västra delen av Midlands i England i Storbritannien. Orten har 316 915 invånare (2011), med förstäder har staden närmare 700 000 invånare (2002) och är en stor industristad.

## Industri
De första bilarna i England tillverkades i Coventry 1896 och staden kom att utveckla industri inom såväl bil-, motorcykel- som cykeltillverkning. Kända bilmärken, som tillverkats i Coventry är Humber, Riley, Rover och Daimler och även om bilindustrin har minskat kraftigt finns i dag Jaguars huvudkontor i staden. En känd och tidigare mycket populär motorcykel som tillverkas i Coventry är Triumph.
I dag är industrins inriktning förutom motorfordon: elektronik – framför allt inom telekommunikation – jordbruksmaskiner, rymdkomponenter och konstfiber.

## Utbildning
Coventry har fått allt större betydelse som utbildningsstad genom University of Warwick och Coventry University.

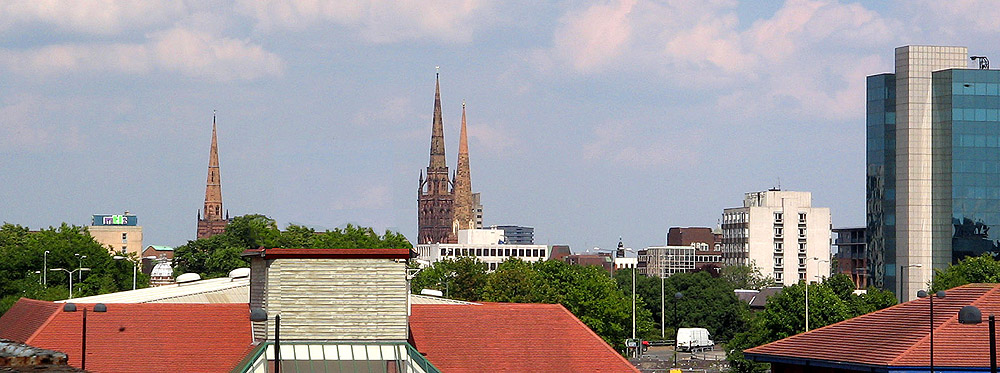
Coventrys skyline

## Kommunikationer
Coventry är väl försett med närhet till stora motorvägar, men även andra större trafikleder. Bland annat går den viktiga motorvägen M6 förbi Coventry. Avståndet till närmaste större flygplats är endast 16 km, vilket är avståndet till grannstaden Birminghams International Airport. Staden har också omfattande järnvägsförbindelser med London och Birmingham och städer längre norrut och västerut.

## Historia

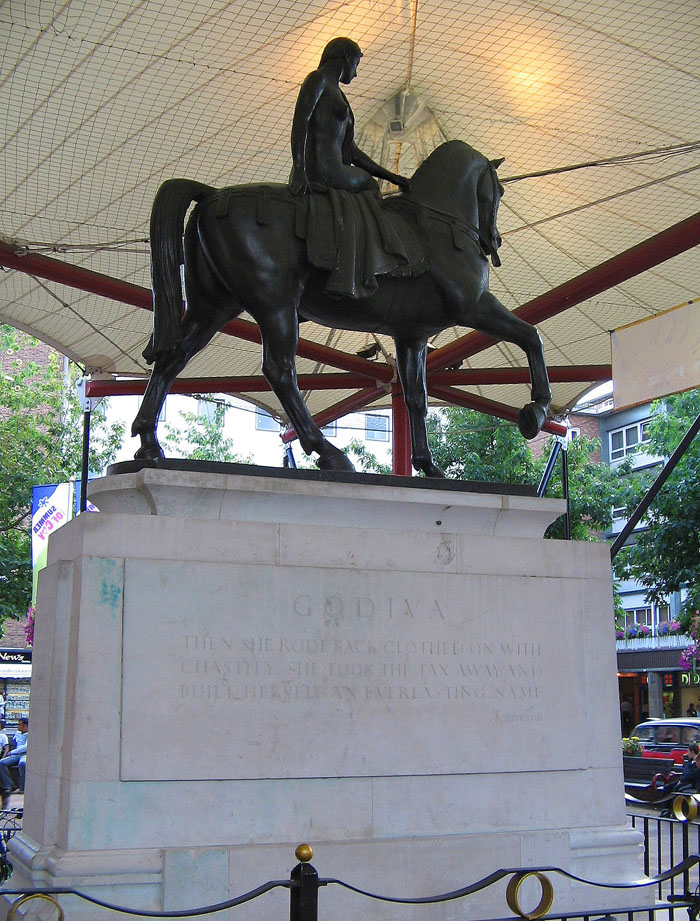
Staty av Lady Godiva

Coventry anses av traditionen ha fått sin grund 1043 i och med grundandet av ett benediktinerkloster. Grundaren var en greve Leofric med ett grevskap i Midlands. Hans hustru har i mycket högre grad blivit historiskt ryktbar för sin nakenritt genom staden som protest mot makens alltför hårda beskattning av invånarna, nämligen Lady Godiva. Staden nämndes i Domedagsboken (Domesday Book) år 1086, och kallades då Coventreu.
Under 1200-talet och 1300-talet växte Coventry i betydelse och blev ett centrum för textilhandeln. Det var därför väsentligt, att man skyddade sig med en ordentlig stadsmur.
Under tiden för inbördeskriget användes staden som en förvisningsort och fängelse för rojalister och än i dag används uttrycket ”att bli skickad till Coventry” för att bli förvisad.
Som straff för stadens välvilja som visades  ”parlamentaristerna” lät kung Charles II riva stadsmuren och i dag finns endast mycket obetydliga delar kvar.
Under andra världskriget utvaldes Coventry av Adolf Hitler som mål för en kraftig bombräd 14 november 1940 på grund av stadens industrier inom fordons-, flygplans- och vapentillverkning. Vid räden, som varade 11 timmar, dödades minst 568 invånare (det verkliga antalet anses högre eftersom ett stort antal personer aldrig återfanns efter bombningen) och över 4 300 hem totalförstördes. Cirka 75 % av industribyggnaderna raserades, men detta fick inga långa återverkningar, eftersom man flyttade ut tillverkningen i provisoriska lokaler i stadens utkanter. Som hämnd för attacken gjorde brittiska flygvapnet två dagar senare den första bombräden mot Hamburg. Efter kriget har Coventry och Dresden i östra Tyskland blivit vänorter med stort samarbete.

## Sport
- Coventry City FC, fotboll